# Бери, Линдзи
Линдзи Бери (англ. Lindsay Bury; 9 июля 1857 — 30 октября 1935) — английский футболист и крикетист. Выступал за футбольные клубы «Кембридж Юниверсити», «Олд Итонианс» и «Свифтс», также за футбольную сборную Англии. 

## Ранние годы и образование
Родился в Уитингтоне (Манчестер), затем переехал с родителями в Кенсингтон. Проходил обучение в Итонском колледже. Играл за футбольную команду колледжа в 1875 и 1876 году. Затем поступил в Тринити-колледж (Кембридж). Выступал за футбольную команду «Кембридж Юниверсити» в 1877 и 1878 году, а также за крикетную команду университета в 1877 году. Также выступал за атлетические команды университета в 1878, 1879 и 1880 году, хорошо проявив себя в спринте и метании молота. В 1878 году окончил Кембридж в качестве бакалавра.

## Футбольная карьера
Выступал за клубы Кембридж Юниверсити», «Олд Итонианс». В сезоне 1878/79 в составе «Олд Итонианс» выиграл Кубок Англии, обыграв в финале «Клэпем Роверс».
3 марта 1877 года дебютировал за национальную сборную Англии в матче против Шотландии, выйдя на позиции левого защитника. Стал одним из семи дебютантов сборной Англии в той игре. Согласно Филипу Гиббонсу, в 1870-е годы игроков сборной Англии выбирали «по их доступности, а не только по навыкам». Шотландцы выиграли ту игру со счётом 3:1.18 января 1879 года Бери провёл свой второй матч за сборную Англии: это была игра против Уэльса, в которой из-за сильной метели команды сыграли два тайма по 30 минут (вместо 45). Англичане победили со счётом 2:1.
В 1878 году Линдзи Бери входил в комитет Футбольной ассоциации.
Также выступал за клуб «Свифтс» и участвовал в представительских футбольных матчах между «Севером» и «Югом».

## Достижения
«Олд Итонианс»
- Обладатель Кубка Англии: 1879

## Крикетная карьера
Играл в крикет за команду Кембриджского универсистета (1877—1878), а также за крикетный клуб графства Хэмпшир.

## Вне спорта
После окончания спортивной карьеры эмигрировал в США (Флорида), где пытался выращивать апельсины. Однако затем вернулся в Англию, где работал мировым судьёй в Беркшире. Во время Первой мировой войны был волонтёром во французском Красном Кресте.